# Вычислительные звёзды
«Вычислительные звёзды» (англ. The Calculating Stars) — научно-фантастический роман американской писательницы Мэри Робинетт Коваль, был опубликован в издательстве Tor Books 3 июля 2018 года. Книга является первой из серии «Леди астронавт» (англ. Lady Astronaut) и приквелом к рассказу 2012 года «Леди астронавт Марса» (англ. The Lady Astronaut of Mars).

## Сюжет
Действие романа разворачивается в альтернативной Америке середины XX века. Вскоре после того, как президент Томас Дьюи привел Соединенные Штаты к победе в космической гонке в 1952 году, метеорит обрушился на Чесапикский залив, уничтожив большую часть восточного побережья, включая Вашингтон. Впоследствии математик и бывший пилот Женской службы пилотов ВВС США Эльма Йорк подсчитала, что в результате изменения климата планета станет необитаемой в течение 50 лет (из-за парникового эффекта, вызванного огромным количеством испарений). Эта угроза ускоряет усилия по колонизации космоса и приводит к тому, что Эльма присоединяется к Международной аэрокосмической коалиции в попытке высадиться сначала на Луне, а затем и на Марсе.
Роман написан от лица женщины-вычислителя («компьютера») Эльмы.

## Награды
Роман получили Премию «Небьюла» 2019 года за Лучший роман, Премию «Локус» 2019 года за Лучший научно-фантастический роман, премию «Хьюго» 2019 года за Лучший роман.